# Arop-Sissano jezik
Arop-Sissano jezik (arop; ISO 639-3: aps), sjevernonovogvinejski jezik uže podskupine siau, austronezijska porodica, kojim govori 1 150 ljudi (1998) u distriktu Aitape, provincija Sandaun. Iste te godine (17. srpnja) cunami je ubio 863 ljudi u selima Arop, Warapu i Nimas.
Srodan je jezicima sissano [sso], malol [mbk] i sera [sry].

## Vanjske poveznice
- Ethnologue (14th)
- Ethnologue (15th)